# KDB생명빌딩
KDB생명빌딩(영어: KDB Insurance Gwangju Building)은 대한민국 광주광역시 서구 양동에 위치한 마천루이다. 1994년에 착공하여 1996년 9월에 완공한 건물은 높이 134m, 지상 30층, 지하 6층으로 되어있고 업무용 건물이다. 완공 당시 광주광역시에서 가장 높은 건물이자 아파트보다 높은 건물이었다. 그러나 2019년 3월 쌍암동에 완공된 첨단 힐스테이트 리버파크의 높이가 137m를 기록해, 광주에서 가장 높은 건물이라는 타이틀을 넘겨주었다.

## 역사
1994년에 착공하여 1996년 4월에는 공정률 90%가 돌파하였고 1997년 4월 1일에 완공하였다. 2008년 7월에 리모델링이 완료되었다.

## 건물

### 높이
1997년 4월에 완공 당시 광주광역시에서 가장 높은 건물이 되었다. 광주 호반 써밋플레이스(48층, 158m)가 완공된 후에는 광주광역시에서 세 번째로 높은 건물이 되었다. 두 번째는 첨단 힐스테이트 리버파크(137m)다.

### 특징
구조는 철골+철근 콘크리트이다. 과거에는 금호생명 소유로 금호생명 간판이 붙었으나 금호생명이 산업은행으로 인수된 후 KDB생명으로 이름이 바뀌면서 간판도 KDB생명으로 바뀌었다.

## 시설
이 건물은 업무시설, 문화집회시설, 근린생활시설이 있다. 지하에는 지하주차장이 있고 옥내 863대, 옥외 63대의 주차가 가능하다. 1층은 로비, 상업시설이 있고 2층에서 29층까지에는 오피스가 있으며 30층에는 금호웨딩홀 아도니스(아시아나 홀)가 있다.
| 층수                | 용도                                                  |
| ------------------- | ----------------------------------------------------- |
| 30층                | 금호웨딩홀 아도니스(아시아나 홀)                      |
| 2층 ~ 29층          | 오피스                                                |
| 1층                 | 로비, NH농협은행 양동지점, 삼성모바일스토어 광주KDB점 |
| 지하 6층 ~ 지하 1층 | 지하주차장                                            |

## 대중문화
- 2019년 다큐멘터리 영화 - 김군

## 같이 보기
- 금호생명보험
- 광주광역시의 마천루 목록